# Moddi
Moddi (né en 1987) est un musicien norvégien originaire de Senja.
En 2010 il fait la première partie de certains concerts d'Angus & Julia Stone, lors de leur tournée de leur album Down the way.
Il se produit en concert à Hérouville-Saint-Clair le 17 novembre 2011 à l'occasion des Boréales.

## Discographie
- 2008 : Rubato EP
- 2009 : Live Parkteateret (self-released live album)
- 2010 : Floriography
- 2013 : Set the House on Fire
- 2016 : Unsongs (compilation de 12 reprises)

## Unsongs (2016)
Unsongs est un album de reprises de chansons ayant été interdites ou censurées, à un moment de leur existence. Moddi explique dans une vidéo de présentation comment il en est venu à réunir, traduire et réinterpréter ces douze morceaux : son projet est de donner sa voix aux textes qui ont été réduits au silence pour les faire entendre. 
C'est pourquoi, afin diffuser encore plus largement ces chansons, l'artiste a choisi d'en traduire certaines en anglais. 